# Adalberto I di Saarbrücken
Adalberto I di Saarbrücken, o Adalberto I di Magonza (... – 23 giugno 1137) è stato arcivescovo di Magonza dal 1111 alla morte.
Confidente e cancelliere di Enrico V, durante la sua calata imperiale in Italia, condusse le trattative con papa Pasquale II. Dopo essere stato nominato arcivescovo di Magonza ed essere passato dalla parte del papa, venne arrestato. Liberato nel 1115, nel 1125, anno della morte di Enrico V, fece eleggere re il duca di Sassonia Lotario di Supplimburgo.

## Genealogia episcopale e successione apostolica
La genealogia episcopale è:
- Cardinale Odon de Châtillon, O.S.B.Clun.
- Papa Pasquale II
- Vescovo Ottone di Bamberga
- Arcivescovo Adalberto I di Saarbrücken

La successione apostolica è:
- Vescovo Konrad von Biberegg (1123)
- Vescovo Jindřich (Enrico) Zdík (1126)